# Bestuurlijke indeling van Tsjechië

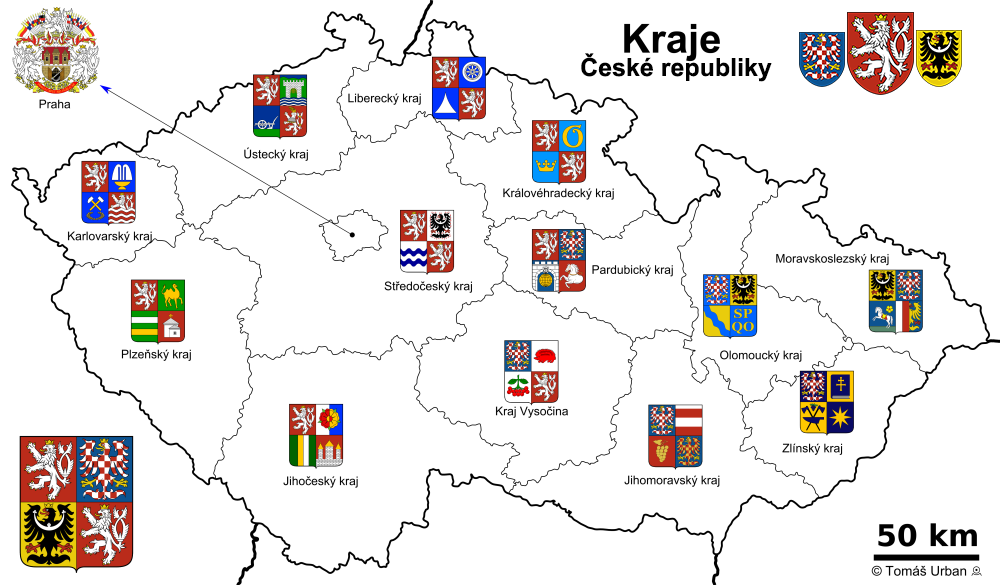
De Tsjechische regio's

De bestuurlijke indeling van Tsjechië bestaat naast de centrale overheid uit twee bestuurslagen, de 14 regio's en de ruim 6000 gemeenten, alsmede de hoofdstad Praag, die zowel regio als gemeente is.

## Regio
Iedere regio (Kraj) heeft een regioraad (zastupitelstvo kraje) die elke vier jaar via directe verkiezingen wordt gekozen. De raad kiest de Voorzitter (hejtman) en de overige leden van het regiobestuur (rada kraje). Iedere regio heeft een regionale autoriteit (krajský urad), waaraan door een directeur leiding wordt gegeven.

## District
Tussen de regio's en de gemeenten zit de laag van de 77 districten (okres). Officieel zijn de okresy in 2003 afgeschaft en daarmee hebben zij geen bestuurlijke functie meer, maar de gebiedsindeling wordt nog veel gebruikt. 

## Gemeente
Iedere gemeente (Obec) heeft een gemeenteraad (zastupitelstvo obce) die elke vier jaar via directe verkiezingen wordt gekozen met een ledental tussen de 5 en 55 leden. De raad is het hoogste orgaan in zaken die de gemeentelijke autonomie betreffen. De raad kiest de burgemeester (primátor in statutaire steden en starosta in overige gemeenten) en de overige leden van het gemeentebestuur (rada obce). De burgemeester geeft leiding aan het gemeentekantoor, dat belast is met de uitvoering van taken op het terrein van autonomie en medebewind. Indien het gemeentekantoor twee of meer departementen heeft, wordt tevens een Hoogste Bestuursambtenaar benoemd.
De gemeenten zijn onderverdeeld categorieën, met consequenties voor de mate van medebewind. Hoe groter, hoe meer medebewindstaken worden opgedragen aan de gemeente. De bevoegdheden ten aanzien van die taken zijn altijd gelijk. De drie soorten zijn:
- gemeenten met uitgebreide bevoegdheid (obce s rozšířenou působností)
- gemeenten met opgedragen lokale autoriteit (obce s pověřeným obecním úřadem)
- overige gemeenten

Gemeenten kunnen een bijzondere status krijgen
- statutaire stad (statutární město) die stadsrechten bij wet heeft en zichzelf kan verdelen in stadsdistricten (bvod of část) met een eigen raad en bevoegdheden door de gemeenteraad bepaald.
- marktplaats (městys) door de regering en de voorzitter van de Kamer van Afgevaardigden.

Hradec Králové · Karlsbad · Liberec · Midden-Bohemen · Moravië-Silezië · Olomouc · Pardubice · Pilsen · Praag · Ústí nad Labem · Vysočina · Zlín · Zuid-Bohemen · Zuid-Moravië

Districten (Stadsdistricten van Praag) · Gemeenten 